# Prêmios Globo de Ouro de 1952

Prêmios Globo de Ouro de 1952

 21 de fevereiro de 1952
Filme - Drama:
A Place in the Sun
Prêmios Globo de Ouro 

← 1951  ·  1953 →
Os Prêmios Globo de Ouro de 1952 (no original, em inglês, 9th Golden Globe Awards) honraram os melhores profissionais de cinema e televisão, filmes e programas televisivos de 1951. Os candidatos nas diversas categorias foram escolhidos pela Associação de Imprensa Estrangeira de Hollywood (AIEH).

## Vencedores e nomeados
| Melhor filme | Melhor filme                                                                                                  |
| Drama | Comédia ou musical                                                                                            |
| --- | --- |
| - A Place in the Sun - Bright Victory - Born Yesterday - Cyrano de Bergerac - Harvey                                      | - An American in Paris                                                                                        |
| Melhor atuação em filme de drama                                                                                          | |
| Ator | Atriz |
| - Fredric March - Death of a Salesman - Arthur Kennedy - Bright Victory - Kirk Douglas - Detective Story                  | - Jane Wyman - The Blue Veil - Shelley Winters - A Place in the Sun - Vivien Leigh - A Streetcar Named Desire |
| Melhor atuação em filme de comédia ou musical                                                                             | |
| Ator | Atriz |
| - Danny Kaye - On the Riviera - Bing Crosby - Here Comes the Groom - Gene Kelly - An American in Paris                    | - June Allyson - Too Young to Kiss                                                                            |
| Melhor atuação coadjuvante em filme – drama, comédia ou musical                                                           | |
| Ator coadjuvante | Atriz coadjuvante                                                                                             |
| - Peter Ustinov - Quo Vadis                                                                                               | - Kim Hunter – A Streetcar Named Desire - Thelma Ritter – The Mating Season - Lee Grant – Detective Story     |
| Melhor direção | Melhor roteiro                                                                                                |
| - Laslo Benedek – Death of a Salesman - Vincente Minnelli – An American in Paris - George Stevens – A Place in the Sun    | - Robert Buckner – Bright Victory                                                                             |
| Melhor trilha sonora original                                                                                             | |
| - Victor Young – September Affair - Dimitri Tiomkin – The Well - Bernard Herrmann – The Day the Earth Stood Still         | |
| Melhor cinematografia | |
| Preto e branco | Colorida |
| - Franz F. Planer – Death of a Salesman - Franz F. Planer – Decision Before Dawn - William C. Mellor – A Place in the Sun | - William V. Skall – Quo Vadis                                                                                |
| Revelação do ano | |
| Masculina | Feminina |
| - Kevin McCarthy | - Pier Angeli                                                                                                 |
| Melhor filme promovendo a compreensão internacional                                                                       | |
| - The Day the Earth Stood Still                                                                                           | |